# Clyde Sefton
Kevin "Clyde" Sefton (nascido em 20 de janeiro de 1951) é um ex-ciclista australiano que competia em provas de estrada.
Como um ciclista amador, ele participou de duas edições dos Jogos Olímpicos. Em Munique 1972 ele conquistou uma medalha de prata na prova de estrada individual, atrás do holandês Hennie Kuiper. Nesses mesmos Jogos, Sefton participou no contrarrelógio por equipes, terminando na décima sétima posição. Quatro anos depois, em Montreal, voltou a disputar as mesmas provas, mas sem sucesso.
Em 1974 ele foi o vencedor e recebeu a medalha de ouro na prova de estrada nos Jogos da Commonwealth, e como profissional, ele venceu o campeonato australiano de ciclismo em estrada de 1981.